# Lijst van voetbalinterlands Angola - Oeganda
Deze lijst van voetbalinterlands is een overzicht van alle officiële voetbalwedstrijden tussen de nationale teams van Angola en Oeganda. De landen speelden tot op heden acht keer tegen elkaar. De eerste ontmoeting was een kwalificatiewedstrijd voor het Wereldkampioenschap voetbal 1998 op 1 juni 1996 in Kampala. Het laatste duel, een kwalificatiewedstrijd voor het Wereldkampioenschap voetbal 2014, werd gespeeld in Kampala op 15 juni 2013.

## Wedstrijden
| № | Plaats  | Datum            | Competitie                   | Wedstrijd        | Uitslag |
| - | ------- | ---------------- | ---------------------------- | ---------------- | ------- |
| 1 | Kampala | 1 juni 1996      | WK 1998 kwalificatie         | Oeganda − Angola | 0 − 2   |
| 2 | Luanda  | 16 juni 1996     | WK 1998 kwalificatie         | Angola − Oeganda | 3 − 1   |
| 3 | Kampala | 14 juni 2008     | WK 2010 kwalificatie         | Oeganda − Angola | 3 − 1   |
| 4 | Luanda  | 23 juni 2008     | WK 2010 kwalificatie         | Angola − Oeganda | 0 − 0   |
| 5 | Kampala | 4 september 2010 | Afrika Cup 2012 kwalificatie | Oeganda − Angola | 3 − 0   |
| 6 | Luanda  | 4 september 2011 | Afrika Cup 2012 kwalificatie | Angola − Oeganda | 2 − 0   |
| 7 | Luanda  | 3 juni 2012      | WK 2014 kwalificatie         | Angola − Oeganda | 1 − 1   |
| 8 | Kampala | 15 juni 2013     | WK 2014 kwalificatie         | Oeganda - Angola | 2 – 1   |

## Samenvatting
| Competitie              | Totaal gespeeld | Winst Angola | Gelijk | Winst Oeganda | Doelsaldo Angola – Oeganda |
| ----------------------- | --------------- | ------------ | ------ | ------------- | -------------------------- |
| WK-kwalificatie         | 6               | 2            | 2      | 2             | 8 − 7                      |
| Afrika Cup-kwalificatie | 2               | 1            | 0      | 1             | 2 − 3                      |
| Totaal                  | 8               | 3            | 2      | 3             | 10 − 10                    |

Wedstrijden bepaald door strafschoppen worden, in lijn met de FIFA, als een gelijkspel gerekend.
FAF · A-internationals · Bondscoaches · Statistieken · Angolees vrouwenelftal · Olympisch elftal · Angola U21 · Angola U20 · Angola U19 · Angola U18 · Angola U17
1980 – 1989 · 
1990 – 1999 · 
2000 – 2009 · 
2010 – 2019 ·
2020 − 2029
WK 2006
1977 · 
1978 · 1979 · 
1980 · 
1981 · 
1982 · 
1983 · 
1984 · 
1985 · 
1986 · 
1987 · 
1988 · 
1989 · 
1990 · 
1991 · 
1992 · 
1993 · 
1994 · 
1995 · 
1996 · 
1997 · 
1998 · 
1999 · 
2000 · 
2001 · 
2002 · 
2003 · 
2004 · 
2005 · 
2006 · 
2007 · 
2008 · 
2009 · 
2010 · 
2011 · 
2012 · 
2013 · 
2014 ·
2015 ·
2016 ·
2017 ·
2018 ·
2019 ·
2020 ·
2021 ·
2022 ·
2023 ·
2024
Algerije ·
Argentinië ·
Bahrein ·
Benin ·
Botswana ·
Burkina Faso ·
Burundi ·
Centraal-Afrikaanse Republiek ·
Comoren ·
Congo-Brazzaville ·
Congo-Kinshasa ·
Cuba ·
Egypte ·
Equatoriaal-Guinea ·
Eritrea ·
Estland ·
Ethiopië ·
Gabon ·
Gambia ·
Ghana ·
Guinee ·
Guinee-Bissau ·
Iran ·
Ivoorkust ·
Japan ·
Kaapverdië ·
Kameroen ·
Kenia ·
Lesotho ·
Letland ·
Liberia ·
Libië ·
Madagaskar ·
Malawi ·
Mali ·
Malta ·
Marokko ·
Mauritanië ·
Mauritius ·
Mexico ·
Mozambique ·
Namibië ·
Niger ·
Nigeria ·
Noord-Macedonië ·
Oeganda ·
Portugal ·
Rwanda ·
Sao Tomé en Principe ·
Saoedi-Arabië ·
Senegal ·
Seychellen ·
Sierra Leone ·
Soedan ·
Swaziland ·
Tanzania ·
Togo ·
Tsjaad ·
Tunesië ·
Turkije ·
Uruguay ·
Venezuela ·
Verenigde Arabische Emiraten ·
Zaïre ·
Zambia ·
Zimbabwe ·
Zuid-Afrika ·
Zuid-Korea
Iran (2006) ·
Mexico (2006) ·
Portugal (2006)
FUFA · 
A-internationals · 
Oegandees vrouwenelftal
Algerije ·
Angola ·
Bahrein ·
Benin ·
Botswana ·
Burkina Faso ·
Burundi ·
Centraal-Afrikaanse Republiek ·
Comoren ·
Congo-Brazzaville ·
Congo-Kinshasa ·
Djibouti ·
Ecuador ·
Egypte ·
Eritrea ·
Ethiopië ·
Gabon ·
Gambia ·
Ghana ·
Guinee ·
Guinee-Bissau ·
IJsland ·
Irak ·
Iran ·
Ivoorkust ·
Jemen ·
Kaapverdië ·
Kameroen ·
Kenia ·
Koeweit ·
Lesotho ·
Libanon ·
Liberia ·
Libië ·
Madagaskar ·
Malawi ·
Mali ·
Marokko ·
Mauritanië ·
Mauritius ·
Moldavië ·
Mozambique ·
Namibië ·
Niger ·
Nigeria ·
Oezbekistan ·
Rwanda ·
Saoedi-Arabië ·
Sao Tomé en Principe ·
Senegal ·
Seychellen ·
Slowakije · 
Soedan ·
Somalië ·
Tadzjikistan ·
Tanzania ·
Togo ·
Tsjaad ·
Tunesië ·
Turkmenistan ·
Zambia ·
Zimbabwe ·
Zuid-Afrika ·
Zuid-Soedan